# Finally Enough Love: 50 Number Ones
Albums de Madonna
Madame X: Music from the Theater Xperience
(2021)
Finally Enough Love: 50 Number Ones est une compilation de remixes de la chanteuse américaine Madonna, sortie le 19 août 2022, chez le label Warner Records.
Cette compilation répertorie les 50 « numéros un » du classement musical américain Hot Dance Club Songs atteints par Madonna de ses débuts jusqu'en 2020 avec I Don't Search I Find. C'est d'ailleurs une des paroles de la chanson qui a donné son nom à la compilation.
Véritable record sur ce classement, artistes confondus, ainsi que sur n’importe quel autre classement Billboard, il s’agit également de la première sortie d'un album de la chanteuse avec Warner Music depuis Sticky and Sweet Tour, paru douze ans auparavant.
Madonna sort une version condensée de 16 pistes de l’album en streaming le 24 juin ; tandis que toutes les versions physiques sont publiées le 19 août.
Chaque remix a été remasterisé par Mike Dean.

## Contenu
Bien que l’album comprenne la plupart des 50 chansons « numéros unes » du Dance Club de Madonna, il manque quelques titres emblématiques sur la compilation, à savoir La isla bonita, Papa don't preach, Live to tell, True Blue, Who's that girl, Human Nature, The Power Of Goodbye et Causing a commotion.
Avant que les règles du classement ne soient modifiées en février 1991, pour interdire à des albums entiers de figurer dans les charts, l’ensemble de l’album de remix de Madonna sorti en 1987, You Can Dance, était en tête du classement. Trois des huit titres standards de cet album sont inclus.
Madonna elle-même, a organisé la collection des remixes.
Le 4 mai 2022, Madonna présente pour la première fois sur sa chaîne YouTube, la vidéo « Into The Groove (You Can Dance Remix Edit) », montrant des parties de sa vidéographie de Holiday (sorti en 1983) à I Don’t Search I Find (sorti en 2019),.
Le 31 mai 2022, sort « Deeper And Deeper (David's Radio Edit) », toujours sur sa chaîne YouTube.
Le 17 juin 2022, la chanteuse publie cette fois-ci, le clip vidéo de « Ray Of Light (Sasha Ultra Violet Remix Edit) », et le 3 août 2022, celui de Impressive Instant (Peter Rauhofer's Universal Radio Mixshow Mix).

## Éditions

### Édition complète
| No  | Titre                                                                         | Durée |
| --- | ----------------------------------------------------------------------------- | ----- |
| 1.  | Holiday (7" version)                                                          | 4:18  |
| 2.  | Like a Virgin (7" version)                                                    | 3:36  |
| 3.  | Material Girl (7" version)                                                    | 3:58  |
| 4.  | Into the Groove (You Can Dance remix edit)                                    | 4:44  |
| 5.  | Open Your Heart (video version)                                               | 4:26  |
| 6.  | Physical Attraction (You Can Dance remix edit)                                | 3:52  |
| 7.  | Everybody (You Can Dance remix edit)                                          | 4:34  |
| 8.  | Like a Prayer (7" remix edit)                                                 | 5:42  |
| 9.  | Express Yourself (remix edit)                                                 | 4:59  |
| 10. | Keep It Together (alternate single remix)                                     | 4:51  |
| 11. | Vogue (single version)                                                        | 4:20  |
| 12. | Justify My Love (Orbit edit)                                                  | 4:31  |
| 13. | Erotica (Underground club mix)                                                | 4:52  |
| 14. | Deeper and Deeper (David's radio edit)                                        | 4:02  |
| 15. | Fever (radio edit)                                                            | 5:07  |
| 16. | Secret (Junior's Luscious single mix)                                         | 4:15  |
| 17. | Bedtime Story (Junior's single mix)                                           | 4:52  |
| 18. | Don't Cry for Me Argentina (Miami mix edit)                                   | 4:28  |
| 19. | Frozen (extended club mix edit)                                               | 4:36  |
| 20. | Ray of Light (Sasha Ultra Violet mix edit)                                    | 5:06  |
| 21. | Nothing Really Matters (Club 69 radio mix)                                    | 3:43  |
| 22. | Beautiful Stranger (Calderone radio mix)                                      | 4:02  |
| 23. | American Pie (Richard "Humpty" Vission radio mix)                             | 4:25  |
| 24. | Music (Deep Dish Dot Com radio edit)                                          | 4:11  |
| 25. | Don't Tell Me (Thunderpuss video remix)                                       | 4:08  |
| 26. | What It Feels Like for a Girl (Above and Beyond radio edit)                   | 3:43  |
| 27. | Impressive Instant (Peter Rauhofer's Universal Radio Mixshow mix)             | 5:30  |
| 28. | Die Another Day (Deepsky radio edit)                                          | 4:06  |
| 29. | American Life (Felix da Housecat's Devin Dazzle edit)                         | 3:21  |
| 30. | Hollywood (Calderone & Quayle edit)                                           | 3:59  |
| 31. | Me Against the Music (avec Britney Spears) (Peter Rauhofer radio mix)         | 3:42  |
| 32. | Nothing Fails (Tracy Young's Underground radio edit)                          | 4:30  |
| 33. | Love Profusion (Ralphi Rosario house vocal edit)                              | 3:55  |
| 34. | Hung Up (SDP extended vocal edit)                                             | 4:56  |
| 35. | Sorry (PSB maxi mix edit)                                                     | 4:31  |
| 36. | Get Together (Jacques Lu Cont vocal edit)                                     | 4:22  |
| 37. | Jump (Axwell remix edit)                                                      | 4:44  |
| 38. | 4 Minutes (avec Justin Timberlake et Timbaland) (Bob Sinclar Space Funk edit) | 3:22  |
| 39. | Give It 2 Me (avec Pharrell) (Eddie Amador Club 5 edit)                       | 4:55  |
| 40. | Celebration (Benny Benassi remix edit)                                        | 3:58  |
| 41. | Give Me All Your Luvin' (Party Rock remix) (avec LMFAO et Nicki Minaj)        | 3:59  |
| 42. | Girl Gone Wild (Avicii's UMF mix)                                             | 5:14  |
| 43. | Turn Up the Radio (Offer Nissim remix edit)                                   | 4:54  |
| 44. | Living for Love (Offer Nissim (en) promo mix)                                 | 5:52  |
| 45. | Ghosttown (Dirty Pop intro mix)                                               | 5:20  |
| 46. | Bitch I'm Madonna (avec Nicki Minaj) (Sander Kleinberg video edit)            | 3:21  |
| 47. | Medellín (avec Maluma) (Offer Nissim Madame X in the Sphinx mix)              | 5:28  |
| 48. | I Rise (Tracy Young's Pride Intro radio remix)                                | 3:50  |
| 49. | Crave (avec Swae Lee) (Tracy Young Dangerous Remix)                           | 4:46  |
| 50. | I Don't Search I Find (Honey Dijon radio mix)                                 | 5:22  |

### Édition simple
| No  | Titre                                                            | Durée |
| --- | ---------------------------------------------------------------- | ----- |
| 1.  | Everybody (You Can Dance remix edit)                             | 4:34  |
| 2.  | Into the Groove (You Can Dance remix edit)                       | 4:44  |
| 3.  | Like a Prayer (7" remix edit)                                    | 5:42  |
| 4.  | Express Yourself (remix edit)                                    | 4:59  |
| 5.  | Vogue (single version)                                           | 4:20  |
| 6.  | Deeper and Deeper (David's radio edit)                           | 4:02  |
| 7.  | Secret (Junior's Luscious single mix)                            | 4:15  |
| 8.  | Frozen (extended club mix edit)                                  | 4:36  |
| 9.  | Music (Deep Dish Dot Com radio edit)                             | 4:11  |
| 10. | Hollywood (Calderone & Quayle edit)                              | 3:59  |
| 11. | Hung Up (SDP extended vocal edit)                                | 4:56  |
| 12. | Give It 2 Me (avec Pharrell) (Eddie Amador Club 5 edit)          | 4:55  |
| 13. | Girl Gone Wild (Avicii's UMF mix)                                | 5:14  |
| 14. | Living for Love (Offer Nissim promo mix)                         | 5:52  |
| 15. | Medellín (avec Maluma) (Offer Nissim Madame X in the Sphinx mix) | 5:28  |
| 16. | I Don't Search I Find (Honey Dijon radio mix)                    | 5:22  |